# 哥倫比亞森特 (紐約州)
哥倫比亞森特（英語：Columbia Center）是位於美國紐約州赫基默縣的非建制地區。

## 地理
哥倫比亞森特所處的海拔為高於海平面455米（即1493英呎），而該地所採用的時區為UTC-5，即北美东部时区（EST）。同時該地設有夏令時間，為UTC-5調快一小時，即UTC-4（EDT）。